# Hermione Granger
Ea este un personaj principal în seria de cărți Harry Potter, ce la sfârșit se mărită cu Ron Weasley . 
Hermione Jean Granger este un personaj fictiv din seria de cărți Harry Potter scrise de autoarea britanică, J. K. Rowling. În ecranizările romanelor, personajul este interpretat de actrița Emma Watson.
Hermione Jean Granger s-a născut în data de 19 septembrie 1979, este singurul copil al doamnei și domnului Granger. Fiind născută și crescută într-o familie de "încuiați", ea interacționează pentru prima dată cu magia la vârsta de unsprezece ani, când primește o scrisoare în care se specifică că este admisă în cadrul Școlii de Farmece și Vrăjitorii Hogwarts. Ea începe să studieze în cadrul acestei școli pe data de 1 septembrie a anului 1991, aproape la doisprezece ani, și este sortată de către jobenul vorbitor în casa Cercetașilor.
Fiind un student strălucitor, Hermione devină prietenă apropiată cu Harry Potter și Ron Weasley. Pe parcursul duratei în care studiază la Hogwarts ea devine un avocat care luptă împotriva relelor tratamente la adresa piticilor de casă, punând bazele unei asociații.

## Harry Potter și Piatra Filosofală
Hermione a apărut în Piatra Filozofală în momentul în care i-a cunoscut pe Harry și pe Ron în Expresul de Hogwarts. Aceasta tindea la început să îi enerveze pe colegi cu cunoștințele ei. Harry și Ron inițial o consideră o arogantă, după ce critică vraja de plutire a lui Ron. Ron spune că este un mare coșmar din viața lui,și ca de aceea nu are prieteni.Hermione l-a auzit, și a a fost foarte dezamagita de răspuns.Seara,cand sărbătoreau Halloween-ul,Harry și Ron au aflat de la Neville ca Hermione a stat și a plâns toată dupa-amiaza după ce Ron a spus acele lucruri despre ea.In acel moment profesorul Quirrel anunță pe toți ca un trol se află în temniță.Dumbledore a cerut ca Perfecții fiecărei case să ducă elevii în camerele lor.Dar Harry l-a luat pe Ron să se ducă în Baia fetelor sa-i spună lui Hermione.Dar când au ajuns lângă baie,au vazut ca trolul intra în Baia fetelor.Apoi cu noroc,au ajutat-o să scape de el.Bucuroasă că a scăpat teafără și nevătămată, Hermione minte pentru a-i scăpa de pedeapsă pe cei doi și astfel prietenia lor începe. Cunoștințele logice ale Hermione-i ajută trioul să rezolve un puzzle esențial pentru regăsirea Pietrei Filozofale și ea învinge planta Devil Snare, dându-i foc cu vraja "Lumos Solemn".Si așa ea a primit de la directorul școlii Hogwarts, Dumbledore, 50 de puncte pentru loialitate și inteligenta. Cu ajutorul acestor puncte, plus de la Ron, Harry și Neville, Gryffindor a câștigat cu 482 de puncte Cupa Casei.

## Harry Potter și Camera Secretelor
Hermione dezvoltă o pasiune pentru noul profesor de Apărare Contra Magiei Negre Gilderoy Lockhart în Harry Potter și Camera Secretelor. Într-o dimineață, înainte de confruntarea dintre echipele de Quidditch (sau Vâjhaț), a Cercetașilor și a Viperinilor, se iscă o ceartă când Draco Reacredință îi spune acesteia "sânge mâl", ea neștiind ce înseamnă acest lucru, fiind informată de către Ron în momentul în care aceștia se află la coliba lui Rubeus Hagrid. Hermione creează o PoliPoțiune necesară trioului de a se deghiza în colegii de clasă a lui Reacredință în scopul de a colecta informații despre moștenitorul lui Viperin, cel care a redeschis Camera Secretelor. Cu toate acestea, ea nu se poate alătura lui Harry și Ron în investigație după ce firele de păr de pe roaba studentei de Viperini Millicent Bulstrode (cea cu care Hermione s-a luptat în timpul Clubului de Dueluri ale lui Lockhart) s-au dovedit a proveni, de fapt, din păr de pisică. Hermione este petrificată de bazilisc după ce a identificat creatura în timp ce studia în bibliotecă; deși ea este inconștientă în aripa spitalului, informația ei este crucială pentru Harry și Ron în misiunea lor cu succes de a rezolva misterul Camera Secretelor. Hermione își revine după ce Harry omoară baziliscul.

## Harry Potter și Prizonierul din Azkaban
Hermione cumpără o pisică căreia îi dă numele de Șmecherilă, care de obicei îl urmărește pe Pungașul, șobolanul lui Ron. Înainte de începerea primului semestru, Profesoara McGonagall îi dă fetei în secret o Clepsidră a Timpului, un dispozitiv care îi permite să se întoarcă în timp și să se descurce cu programul ei încărcat. Harry este furios pe ea deoarece aceasta i-a spus profesoarei McGonagall că el a primit un Fulger, care a fost confiscat pentru a fi inspectat dacă este vrăjit. Ron este iritat deoarece el îl crede pe Șmecherilă responsabil pentru dispariția Pungașului.
În timp ce pentru vindecare Remus Lupin lipsește  în una din orele de Apărare Contra Magiei Negre, Severus Plesneală o face pe Hermione "o insuportabilă a tot știutoare" și penalizează Cercetașii după ce ea vorbește neîntrebată în încercarea ei de a descrie un vârcolac, când nimeni altcineva nu o făcea. Ea deduce corect secretul lui Lupin după ce completează tema de acasă dată de Plesneală, în timp ce Șmecherilă dovedește expunerea vitală a Pungașului ca Peter Pettigrew, un prieten a lui James și Lily Potter care a arătat locul lor Lordului Voldemort în noaptea în care aceștia au fost uciși și a fost capabil de a fi implicat în mod eronat Sirius Black (arătat a fi nașul lui Harry) în moartea Potterilor. Clepsidra Timpului permite lui Hermione și lui Harry să-l salveze pe Sirius și pe hipogriful Buckbeak.

## Harry Potter și Pocalul de Foc
Hermione se duce la întâlnire cu Viktor Krum la Balul de Crăciun în Pocalul de Foc. Pentru a pronunța mai bine numele ei (Her-my-oh-nee) Hermione încearcă să îl învețe în timpul balului de Crăciun. Ea mai târziu are o discuție aprinsă cu Ron după ce acesta o acuză pe ea că "flirtează cu inamicul" cu referire la prietenia cu Krum. Hermione de asemenea formează o campanie pentru drepturile spiridușilor de casă formând Societatea Pentru Apărarea Spiridușilor (MIEL), dar ea este singura voce de înrobire a spiridușilor de casă, astfel încât spiriduși însăși nu vor să fie liberi. Ea îl sprijină pe Harry tot Turnirul celor trei vrăjitori, ajutându-l să fie pregătit pentru toate probele. Aproape de sfârșitul anului, ea observă reporterul care era  de fapt un Animag. Rita Skeeter, care a creat materiale false despre Hermione, Harry și Hagrid în timpul Turnirul celor trei vrăjitori,  pe car o tine captivă în forma ei de Animag (cărăbuș) într-un borcan.

## Harry Potter și Ordinul Pheonix
Hermione devine perfect la Cercetași împreună cu Ron și devin buni prieteni cu Luna Lovegood, dar prietenia lor are un început cam urât după ce Hermione spune că publicațiile tatălui Lunei: "Zeflemistul este un gunoi, toată lumea știe." Ea de asemenea sare cu gura la o colegă de casă care crede în afirmațiile făcute de Profetul Zilei cum ar fi că Harry creează povești de întoarcerea  a lui Voldemort. Mai târziu, împreună cu asistența Lunei, Hermione o șantajează pe Rita Skeeter pentru a-i lua interviu lui Harry pentru o viitoare ediție a Zeflemistului. Tentativele de interzicere a revistelor în Hogwarts sunt zadarnice căci povestea se transmite rapid prin școală. Un punct de cotitură în serie este atunci când ea concepe o idee ca Harry să predea magie defensivă unui mic grup de studenți în ciuda faptului că Ministerul Magiei vrea să-i învețe numai chestiile de bază. Hermione primește un răspuns uriaș și grupul devine Armatei lui Dumbledore. Ea este implicată în bătălia din Departamentul de Mistere și rănită serios de către Devoratorul Morții Antonin Dolohov, dar își revine complet.

## Harry Potter și Prințul Semi-Pur
Noul profesor de Poțiuni Horace Slughorn o invită pe Hermione să se alăture "Clubul lui Slughorn," și ea îl ajută pe Ron să-și păstreze locul în echipa de Quidditch(sau Vâjhaț)a casei Gryffindor(Cercetași) când în secret îl vrăjește pe Cormac McLaggen, făcându-l să rateze ultima salvare în încercarea de a ocupa postul de Portar. Sentimentele lui Hermione pentru Ron continuă să crească și decide să facă o mișcare invitându-l pe el la Petrecerea de Crăciun a lui Slughorn,dar după ce a primit Porțiunea Felix Felicis de la Harry și a crezut că a băut din ea (dar de fapt Harry i-a pus ceva in sucul de dovleac), și a câștigat meciul de Quidditch cu Slytherin,o fata pe nume Lavender Brown, tot de la Gryffindor, il plăcea foarte mult pe Ron și l-a sărutat în fața tuturor elevilor din casa Gryffindor, inclusiv Hermione. Ea încearcă să se răzbune mergând cu McLaggen la Petrecerea de Crăciun, dar planul ei merge prost și îl abandonează în timpul petrecerii.Fiind încă în relația cu Lavander, Ron află de la Ginny ca Hermione s-a sărutat cu Viktor Krum(cel mai bun sekeer din lume), de atunci a început să se certe mai rău cu Hermione, fiind și el gelos. Ron și Hermione nu mai vorbesc până când el este otrăvit de la puțin mied, ceea ce o face să creadă că l-a pierdut pentru totdeauna.Iar dupa ce Lavender și Hermione îl aud pe Ron pe patul din spital, soptind numele lui Hermione, Lavender se desparte de el. După moartea lui Dumbledore, Ron și Hermione afla de la Harry ca el a mers alături de Dumbledore să ia un Horcrux. Apoi au aflat ca acel Horcrux este unul fals, și de fapt se află la o persoană neidentificată, cu numele pe scrisoare: R.A.B.

## Harry Potter și Talismanele Morții
În cea de șaptea carte, Hermione este inestimabilă în misiunea lui Harry de a distruge Horcruxeurile lui Voldemort cele care au mai rămas. Înainte de a pleca în misiune, ea se asigură că părinți ei sunt în siguranță aruncând o vrajă de memorie asupra lor, iar ei cred că-i cheamă Wendell și Monica Wilkins, a căror ambiție este să stea în Australia. Ea moștenește de la Dumbledore copia personală a cărții Poveștile bardului Beedle, care o ajută să descifreze ceva din secretele Talismanelor Morții. Vraja lui Hermione o salvează pe ea și pe Harry de Voldemort ( al cărui nume este blestemat si dacă îl rost ești te pot găsi)și șarpele său Nagini în  Peștera lui Godric (sau Godric's Hallow), deși ricoșează în bagheta lui Harry rupând-o în două. Când ea, Ron și Harry sunt capturați de Recuperatori, care îi vânează pe cei născuți din încuiați sub ordinele Ministerului, Hermione îl deghizează pe Harry temporar. Ea încearcă să se schimbe într-o fostă studentă de la Hogwarts, Penelope Clearwater și una semi pură pentru a evita persecuția, dar este recunoscută și dusă la Conacul Reacredință. Deoarece Hermione este sângemâl, Bellatrix Lestrange alege a o tortura pe Hermione cu blestemul Cruciatus în încercarea de a afla cum Hermione, Harry și Ron au ajuns să posede Sabia lui Cercetaș (care se spunea că este în siguranță în seiful Lestrange de la Gringotts). Chiar și după ce a fost torturată de Blestemul Cruciatus, Hermione este capabilă să gândească rapid și să o mintă pe Bellatrix spunând că sabia este falsă. Când ceilalți au ieșit din celulă, Bellatrix amenință că îi va tăia gâtul lui Hermione. Hermione, Harry, Ron și ceilalți prizonieri sunt ținuți în Conacul Reacredință sunt salvați de Dobby.
Hermione mai târziu folosește PoliPoțiunea pentru a o copia pe Bellatrix când trioul fură cupa Helgăi Apostruf din Gringotts. Ea, Harry și Ron se alătură Armatei lui Dumbledore în Bătălia de la Hogwarts, în care Hermione distruge cupa Helgăi Apostruf în Camera Secretelor cu un colț de bazilisc eliminând încă un horcrux. Hermione și Ron s-au sărutat prima dată în mijlocul bătăliei. În lupta finală din Marea Sală, Hermione se lupta cu Bellatrix fiind ajutată de Luna Lovegood și Ginny Weasley. Oricum echipa lor nu o pot înfrânge pe Bellatrix și oprindu-le din luptă,le ordonă să se retragă.

## Epilog
După nouăsprezece ani de la căderea lui Voldemort, Ron Weasley se căsătorește cu Hermione și ei au doi copii – Rose, care este trimisă în primul ei an la Hogwarts, și fiul lor cel mai mic Hugo. Ea este singura din trio care a făcut și anul șapte, după care își începe cariera în Departamentul de Regulament și Control a Creaturilor Magice, unde ea îmbunătățește viețile spiridușilor de casă; ea a fost urcată mai mult până în Departamentul de Aplicare a Legilor Magice.

## Familie
Hermione este fata unor așa-numiți "Încuiați" (oameni care nu au niciun pic de sânge magic), acest lucru însă nu o împiedică să admită la Hogwarts.

## Descriere
Hermione Granger este o fată care nu lipsește de la orele de la Hogwarts. Are părul lung, castaniu, nu prea înaltă, cu dinții din față cam mari.Ea este foarte frumoasa și cuminte. Este silitoare la școală (în comparație cu Harry și cu Ron) și cea mai bună elevă din anul ei. Deși nu ar vrea nici în ruptul capului să fie pedepsită pentru ceva anume, îi ajută pe Harry și pe Ron la dezlegarea misterului lui Voldemort . Prin inteligența ei scapă de încurcăturile (Troli, păianjeni uriași, Dementori) pe care le întâlnește.

## Întâmplări
Hermione Granger a avut multe năzbâtii. Prima dată nu era prietenă cu Harry și cu Ron si o fata care invata mereu.
. Încercă să îl ajute pe Ron însă acesta credea că ea e îngâmfată. S-au împrietenit când Hermione și Ron s-au certat. Fiind supărată s-a ascuns în baia fetelor, pentru a rămâne singură. În acest timp, profesorul Quirrel i-a anunțat pe elevi că un trol a scăpat din temniță. Toți elevii trebuiau să se ducă la grupele lor, conduși de Perfecți. Amintindu-și de Hermione, Harry și Ron au rămas în urma grupului pentru a se putea duce să o anunțe. Când se îndreptau spre baia  fetelor au văzut că trolul era la același etaj cu ei. Când au ajuns la Hermione, trolul era deja acolo pregătit să facă rele, însă Ron a făcut vraja de plutire (care încerca Hermione să-l învețe) și l-a doborât pe trol. Peste puțin timp Profesoara McGonagall, însoțită de profesorul Plesneală și de Quirell au venit să vadă ce era cu atâta gălăgie. Pentru a îi scoate din încurcătură pe Harry și Ron, a mințit spunând că a venit să înfrunte trolul de una singură. Astfel au fost luate câteva puncte de la Cercetași, însă au fost adăugate la loc pentru curajul lui Harry și Ron.
În al doilea an, când se întâmplau multe lucruri ciudate a făcut o PoliPoțiune pentru ca ei să se transforme în viperini și să afle ce punea în cale Draco Reacredință (îl bănuiau). Însă această poțiune era interzisă copiilor, așa că au trebuit să o facă în secret în baia Plângăceoasei Myrtle. Fiind la un pas de exmatriculare, Harry și Ron nu au făcut nimic, însă Hermione a trebuit să fure pe furiș toate ingredientele din dulapul Profesorului Plesneală. Însă încercarea ei de a se strecura în casa Viperinilor s-a oprit când a băut poțiunea. Nu a vrut să iasă din baie pentru a spiona, fiindcă în loc să ia un fir de păr de la o fată de la viperini a luat un fir de blană de la o pisică. A stat internată în aripa spitalului până i-a dispărut blana, mustățile și coada de pisică.
In al treilea an ea ajunge la toate orele fara că Ron și Harry să știe cum. In timpul orei de previziuni prodesoara lor îi spune că nu se pricepe la prezisul viitorului,iar Hermione pleacă supărată din clasa renunțând la această materie. Ii ajuta pe Ron și Harry să dea timpul înapoi că sa ii salveze pe Sirius Buckbeak cu ajutorul dispozitivului ei. la sfârșitul anului aceasta renunță la cele multe ore suplimentare la care s-au înscris,predand dispozitivul.
1. ↑   http://web.archive.org/web/20080916201222/http://www.jkrowling.com/textonly/en/extrastuff_view.cfm?id=8, accesat în 30 octombrie 2015 Lipsește sau este vid: |title= (ajutor)
2. ↑   http://web.archive.org/web/20120208051252/http://www.jkrowling.com/textonly/en/faq_view.cfm?id=90, accesat în 30 octombrie 2015 Lipsește sau este vid: |title= (ajutor)